# Majid Hosseini
Seyed Majid Hosseini Kordestani (Perso: سید مجید حسینی; Karaj, 20 de junho de 1996) é um futebolista iraniano que atua como zagueiro. Atualmente joga pelo Kayserispor.

## Carreira
Foi convocado para defender a Seleção Iraniana de Futebol na Copa do Mundo de 2018.

## Títulos
Esteghlal
- Copa Hazfi: 2017–18

Trabzonspor
- Copa da Turquia: 2019–20
- Supercopa da Turquia: 2020